# Later is nu
Later is nu is het twaalfde studioalbum van de Nederlandse band De Dijk, uitgebracht in 2005.

## Nummers
| Nr. | Titel                   | Schrijver(s)                                          | Duur |
| --- | ----------------------- | ----------------------------------------------------- | ---- |
| 1.  | Recht in de ogen        | Nico Arzbach, Antonie Broek, Huub van der Lubbe       | 5:22 |
| 2.  | Lieve lach              | Hans van der Lubbe, Flip Broekman                     | 3:44 |
| 3.  | Elke dag opnieuw        | Nico Arzbach, Huub van der Lubbe                      | 4:57 |
| 4.  | Later is nu             | Nico Arzbach, Huub van der Lubbe                      | 3:42 |
| 5.  | De ondrinkbare dorst    | Antonie Broek, Huub van der Lubbe                     | 4:30 |
| 6.  | God bestaat niet        | JB Meijers, Huub van der Lubbe                        | 3:17 |
| 7.  | Kom blauwe regen        | Roland Brunt, Hans van der Lubbe, Huub van der Lubbe  | 4:46 |
| 8.  | Sterker dan wij twee    | Antonie Broek, Huub van der Lubbe, Frédérique Spigt   | 4:23 |
| 9.  | Nooit meer droge ogen   | Hans van der Lubbe, Jan Boerstoel                     | 3:44 |
| 10. | Dit kleine hart van mij | Alex Roeka                                            | 4:04 |
| 11. | De wind draait          | Hans van der Lubbe, Antonie Broek, Huub van der Lubbe | 4:36 |
| 12. | Zullen we dansen        | Hans van der Lubbe, Huub van der Lubbe                | 4:01 |